# هامو اوهانجانیان
هامو اوهانجانیان (Համօ Օհանջանեան؛ ۱۸۷۳ – ۳۱ ژوئیه ۱۹۴۷) یک سیاست‌مدار اهل ارمنستان بود. هامو اوهانجانیان در سال ۱۸۷۳ در آخالکالاکی به دنیا آمد. وی تحصیلات ابتدایی خویش را در زادگاهش، انجام داد وی سپس برای ادامه تحصیل به شهر تفلیس نقل مکان نمود اوهانجانیان در سال ۱۸۹۲ تحصیلات خویش را در رشته پزشکی در دانشگاه دولتی مسکو ادامه داد. اوهانجانیان از مه تا نوامبر ۱۹۲۰ پست نخست‌وزیری اولین جمهوری ارمنستان در دست داشت وی در ۳۱ ژوئیه ۱۹۴۷ در شهر قاهره کشور مصر درگذشت

## زندگی‌نامه
هامازاسپ اوهانجانیان در ۱۸۷۳یا ۱۸۷۴م در آخالتسخای گرجستان متولد شد. پس از اتمام تحصیلات متوسطه در تفلیس، در دانشگاه مسکو به تحصیل در رشتهٔ پزشکی پرداخت. در این دوره با انقلابی‌های مسکو ارتباط برقرار کرد و به علت شرکت در اعتراضات دانشجویی از ادامهٔ تحصیل منع شد. پس از بازگشت به تفلیس، به اروپا رفت و تحصیلات تخصصی خود را در دانشگاه لوزان سوئیس به پایان رساند.
اوهانجانیان از برگزارکنندگان اصلی جنبش اعتراضی ۱۹۰۳م علیه قانون ۱۲ژوئن حکومت تزاری دربارهٔ مصادرهٔ اموال منقول کلیسای ارمنی بود. وی در کنگرهٔ سوم و چهارم حزب داشناکسوتیون شرکت کرد و به عضویت شورای مرکزی شاخهٔ شرقی حزب انتخاب شد. او در درون حزب نقش حلقهٔ ارتباطی بین جریانات فکری را بر عهده داشت. در روزهای انقلاب نخست روسیه در سال‌های ۱۹۰۵–۱۹۰۷م بسیار فعال بود. در ۱۹۰۶م، همراه ۱۶۰ تن از اعضای حزب بازداشت و به خارکف منتقل شد. در آنجا، وضع سلامتی اوهانجانیان رو به وخامت گذاشت. با این حال، به سیبری تبعید شد. پس از مدتی به طرزی معجزه آسا سلامتی خود را بازیافت و در ۱۹۱۵م، پس از آزادی، به سن پترزبورگ بازگشت.
در ۱۹۱۵م، در سمت پزشک به کمک نیروهای داوطلب ارمنی در جبهه‌های جنگ جهانی اول و آوارگان جنگی در ایروان شتافت. در دورهٔ کوتاه خودمختاری وان، همراه با پزشکان دیگر عازم این شهر شد. پس از انقلاب اکتبر روسیه (۱۹۱۷م)، به همراه هئیتی به نمایندگی از شورای ملی ارمنیان به آلمان رفت. پس از بازگشت، در جبهه‌های دفاعی قراکلیسا (۱۹۱۸م) در مقابل قشون عثمانی جنگید.
در ۲۸ مه ۱۹۱۸م، که ارمنستان جمهوری مستقل اعلام شد، همراه هیئت ارمنی به کنفرانس صلح پاریس رفت و تا۱۹۲۰م در آنجا ماند. در این فاصله، در طی کنگرهٔ نهم حزب داشناکسوتیون در ۱۹۱۹م به عضویت شورای مرکزی حزب انتخاب شد.
اوهانجانیان در اوایل۱۹۲۰م به ایروان بازگشت و سمت وزارت امور خارجهٔ دولت آلکساندر خادیسیان را بر عهده گرفت. پس از استعفای خادیسیان در ۵ مه ۱۹۲۰م، مأمور تشکیل دولتی تک حزبی شد ولی به دلیل تصرف شهر قارص به دست عثمانی‌ها مجبور به استعفا شد.
پس از سقوط جمهوری ارمنستان و اشغال آن به دست ارتش سرخ شوروی به ایران آمد. پس از مدتی کوتاه اقامت و طبابت در تهران، عازم قاهره شد و در آنجا سکونت گزید. او یکی از بنیان‌گذاران بنیاد ملی فرهنگ ارمنی بود. هامو اوهانجانیان در ۱۹۴۷م در قاهره درگذشت.